# Morpho epistrophis
Morpho epistrophis är en fjärilsart som beskrevs av Jacob Hübner 1816/24. Morpho epistrophis ingår i släktet Morpho och familjen praktfjärilar. Inga underarter finns listade i Catalogue of Life.